# Kronland (Österreich)
Kronländer hießen ab dem späten 18. Jahrhundert die Länder der Habsburgermonarchie, ab 1804 die Gebietsteile des Kaisertums Österreich als Einheitsstaat und ab 1867 der westlichen Reichshälfte der Österreichisch-Ungarischen Monarchie.
Es waren die historischen Länder, die die Habsburger im Laufe von Jahrhunderten in Mitteleuropa erworben hatten und in Personalunion regierten. Beginnend mit dem 16. Jahrhundert waren die Habsburgischen Länder einem fortschreitenden Integrations- und Staatsbildungsprozess unterworfen, bei dem die Bezeichnung anfangs eine Art Ehrenstellung innerhalb der Monarchie, dann eine echte Verwaltungsgliederung war und am Ende der Monarchie eine erste Ausbildung von – noch wenig föderal-souveränen – Gliedstaaten.

## Überblick

### Struktur bis 1861
Die Kronländer der Donaumonarchie waren bis 1861 nicht mit Gliedern heutiger Bundesstaaten (Österreich, Schweiz, Deutschland, Kanada, Vereinigte Staaten) vergleichbar, da es keine im Sinne moderner Verfassungen festgeschriebenen Rechte der Mitwirkung an der Politik des Kaisertums als Gesamtstaat gab. Die Stände der meisten Kronländer hatten jedoch verschiedene traditionelle Privilegien und vom Kaiser wiederholt verbriefte und bestätigte, gelegentlich auch widerrufene und später wiederhergestellte Mitwirkungsrechte. Ihre eigenen Landesparlamente und Landesämter mit historisch gewachsenen politischen und rechtlichen Besonderheiten stammten noch aus dem von der Aristokratie dominierten Feudalsystem. Die Einwohner waren Untertanen des Landesherrn, keine Staatsbürger im modernen Sinn. Auf Grund ihrer jahrhundertelangen eigenständigen Geschichte waren die Kronländer aber mehr als bloße Verwaltungsbezirke. Die österreichische Staatswissenschaft hat dafür im 19. Jahrhundert den Begriff der historisch-politischen Individualitäten geprägt.
Einen Rückschritt erlebte die ab Maria Theresia und Joseph II. gepflogene – noch absolutistische, aber doch aufgeklärte und in Richtung modernerer Staatsgebilde weisende – Landesorganisation nach der Revolution von 1848/49: Zwar wurde mit der Schaffung der Ortsgemeinden die kommunale eigenverwaltende Struktur gestärkt, die Landtage, die bis 1848 traditionelle Ständeversammlungen waren, wurden jedoch aufgehoben und die Länder für mehr als zehn Jahre gänzlich der landesherrschaftlichen Statthalterei (den Landeschefs) unterstellt, die dem Kaiser und der k.k. Regierung unmittelbar weisungsgebunden waren.

### Struktur vom Februarpatent 1861 an
1861 erließ der Kaiser die in der Geschichtsschreibung Februarpatent genannte Verfassung, in deren Anhang für jedes Kronland eine eigene Landesordnung bestimmt wurde (einige Landesverfassungen wurden schon mit dem Oktoberdiplom von 1860 proklamiert). Nach dem Ausscheiden Ungarns aus dem Kaisertum Österreich durch den Ausgleich von 1867 wurde die staatsrechtliche Struktur in der Dezemberverfassung angepasst, die 1861 erlassenen Landesordnungen blieben aber im Wesentlichen bis 1918 gültig.
Die Landtage wurden auf Grund des Februarpatents 1861 in neuer Form einberufen. Seitdem hatten einige Mitglieder ihren Sitz qua Amt (beispielsweise Bischöfe), andere wurden gewählt. Es galt dabei aber kein allgemeines und gleiches Wahlrecht, sondern eine Mischung aus Privilegien- und Zensuswahlrecht für Männer. Ein Beispiel ist der Dalmatinische Landtag.

### Struktur 1867–1918
Nach dem österreichisch-ungarischen Ausgleich von 1867, der die Verfassung der Habsburgermonarchie auf eine neue Grundlage stellte, galten das Königreich Ungarn (samt dem 1866 mit Ungarn voll vereinigten Großfürstentum Siebenbürgen) und das zur ungarischen Krone gehörige Königreich Kroatien und Slawonien nicht mehr als Kronländer. Der Begriff wurde nur in Cisleithanien weiter verwendet.
Die Länder der heiligen ungarischen Krone, kurz Transleithanien genannt, bildeten nun einen eigenen Staat, der mit dem Rest des Kaisertums Österreich (kurz Cisleithanien, offiziell: Die im Reichsrat vertretenen Königreiche und Länder, ab 1915 Österreichische Länder) im Sinn einer Realunion bis 31. Oktober 1918 den Monarchen, das Heer, die Kriegsmarine, die Außenpolitik und die Währung gemeinsam hatte.
Cisleithanien erhielt im Dezember 1867 die so genannte Dezemberverfassung, bis 1918 die rechtliche Grundlage des Staates. Die cisleithanischen Kronländer hatten gemäß dem Gesetz vom 19. Mai 1868 über die Einrichtung der politischen Verwaltungsbehörden, das den bisherigen Usus an die neue Verfassung anpasste und die Funktionen rechtlich genau definierte, Landeschefs, die vom Monarchen als Vertreter seiner Person und der kaiserlichen Regierung bestellt wurden (§ 2 des Gesetzes).
In Salzburg, Kärnten, der Krain, Österreichisch-Schlesien und der Bukowina trugen die Landeschefs gemäß § 5 des Gesetzes den Titel Landespräsident und standen einer Landesregierung vor, in den anderen Kronländern trugen sie den Titel (k. k.) Statthalter und standen einer Statthalterei vor. Die Funktion war die gleiche: den Verwaltungsapparat zu führen und die Politik der Regierung in Wien umzusetzen, an deren Weisungen die Landeschefs gebunden waren.
Unter Aufsicht des Landeschefs nahm der Landesausschuss (der Exekutivausschuss des Landtages) im Einvernehmen mit dem Landtag die autonomen Agenden des Landes wahr.

### Nicht vollzogener Umstrukturierungsplan 1918
Im Rahmen des am 9. Februar 1918 mit der Ukraine geschlossenen „Brotfriedens“ von Brest-Litowsk hatte sich Österreich-Ungarn verpflichtet, bis zum 31. Juli 1918 den mehrheitlich von Ukrainern (damals Ruthenen genannt) bewohnten Ostteil Galiziens mit der Bukowina zu einem separaten autonomen Kronland zusammenzufassen. Der Plan wurde nicht umgesetzt. Österreich-Ungarn kündigte das Abkommen am 4. Juli 1918.

## Die österreichischen Kronländer seit 1849
Die Verfassungsurkunde vom 4. März 1849 führt folgende Kronländer auf:
Erzherzogtum Österreich ob und unter der Enns,
Herzogtum Salzburg,
Herzogtum Steiermark,
Königreich Illirien („bestehend: aus dem Herzogtum Kärnten, dem Herzogtum Krain, der gefürsteten Grafschaft Görz und Gradiska, der Markgrafschaft Istrien und der Stadt Triest mit ihrem Gebiete“),
gefürstete Grafschaft Tirol und Vorarlberg,
Königreich Böhmen,
Markgrafschaft Mähren,
Herzogtum Ober- und Nieder-Schlesien,
Königreiche Galizien und Lodomerien mit den Herzogtümern Auschwitz und Zator und dem Großherzogtum Krakau,
Herzogtum Bukowina,
Königreiche Dalmatien, Croatien und Slavonien mit dem croatischen Küstenlande, der Stadt Fiume und dem dazu gehörigen Gebiete,
Königreich Ungarn,
Großfürstentum Siebenbürgen mit Inbegriff des Sachsenlandes und der wiedereinverleibten Gespanschaften Krászna, Mittel-Szolnok und Zárand,
„dann dem Distrikte Kövar und der Stadt Ziláh (Zillenmarkt), den Militärgränzgebieten und dem lombardisch-venetianischen Königreiche.“
Diese Aufzählung lässt die genaue Anzahl der Kronländer und deren Abgrenzung im Unklaren. Es ist schon nicht deutlich, was für die beiden Teile des Erzherzogtums Österreich vorgesehen war. Auch die im IX. Abschnitt der Verfassung gemachten, ergänzenden Festsetzungen bringen kein endgültiges Licht in die Vorstellungen des Hofes. Aus § 73 der Verfassung ist zu entnehmen, dass man einer Verbindung Dalmatiens mit Kroatien und Slawonien zu einem gemeinsamen Kronland wohlwollend gegenüberstand. Enttäuschend für die nichtungarischen Einwohner der Wojwodina und des Banats war § 72 der Verfassung, wonach diesen Gebieten der Status eines Kronlandes zunächst versagt blieb.
Erst aus den in der Folge erlassenen Organisierungsgesetzen ergab sich dann, dass
- Österreich unter der Enns und Österreich ob der Enns eigenständige Kronländer waren;
- die Bestandteile des Königreichs Illirien, nämlich Kärnten, Krain, Görz/Gradiska mit Istrien insgesamt drei Kronländer ausmachen (Oktober 1849). Görz/Gradiska, Istrien und die reichsunmittelbare Stadt Triest mit ihrem Gebiet wurden als Österreichisches Küstenland bis 1861 als ein Kronland eingerichtet;
- die Königreiche Kroatien und Slawonien ein gemeinsames Kronland bilden (April/Juni 1850);
- das Königreich Dalmatien ebenfalls als ein besonderes Kronland eingerichtet wird (August 1850) und
- das lombardo-venetianische Königreich ein Kronland bildet.

Unter Einschluss von Ungarn und Siebenbürgen gab es also insgesamt 19 Kronländer.
Im November 1849 war unter der Benennung „Woiwodschaft von Serbien und Temeser Banat“ ein eigenes Verwaltungsgebiet eingerichtet worden, das in den folgenden Jahren fast wie ein Kronland behandelt wurde, aber dessen Status offen blieb.

## Die 16 österreichischen Kronländer von 1867 bis 1918
| \| 1. Königreich Böhmen 2. Herzogtum Bukowina 3. Herzogtum Kärnten 4. Herzogtum Krain 5. Königreich Dalmatien 6. Königreich Galizien und Lodomerien 7. Küstenland: a) Gefürstete Grafschaft Görz und Gradisca b) Markgrafschaft Istrien c) Reichsunmittelbare Stadt Triest \| 8. Erzherzogtum Österreich unter der Enns 9. Markgrafschaft Mähren 10. Herzogtum Salzburg 11. Herzogtum Ober- und Niederschlesien 12. Herzogtum Steiermark 13. Gefürstete Grafschaft Tirol 14. Erzherzogtum Österreich ob der Enns (Reihenfolge bzw. Nummerierung nur auf die Karte bezogen) \| | |
| 1. Königreich Böhmen 2. Herzogtum Bukowina 3. Herzogtum Kärnten 4. Herzogtum Krain 5. Königreich Dalmatien 6. Königreich Galizien und Lodomerien 7. Küstenland: a) Gefürstete Grafschaft Görz und Gradisca b) Markgrafschaft Istrien c) Reichsunmittelbare Stadt Triest | 8. Erzherzogtum Österreich unter der Enns 9. Markgrafschaft Mähren 10. Herzogtum Salzburg 11. Herzogtum Ober- und Niederschlesien 12. Herzogtum Steiermark 13. Gefürstete Grafschaft Tirol 14. Erzherzogtum Österreich ob der Enns (Reihenfolge bzw. Nummerierung nur auf die Karte bezogen) |

Unter Nummer 7 auf der Karte sind die drei 1861 gebildeten Kronländer zusammengefasst, die zuvor seit 1852 das Österreichische Küstenland gebildet hatten; gemeinsam blieben hier von 1868 an nur der Statthalter, der in Triest residierte, und das von ihm herausgegebene Landesgesetzblatt, das die (auch unterschiedlichen) Gesetze der drei Kronländer enthielt. Da es sich um relativ kleine Kronländer handelte, wurde die zusammenfassende Bezeichnung Küstenland bis 1918 weiterverwendet.
Vorarlberg (auf der Karte Nummer 15) hatte seit 1861 einen eigenen Landtag, wurde aber als "Land" von Tirol mitverwaltet.
Das Königreich Ungarn (auf der Karte Nummer 16) und das Königreich Kroatien und Slawonien (auf der Karte Nummer 17) waren ab 1867 keine österreichischen Kronländer mehr.
Die Stadt Fiume mit Gebiet (zwischen 7 und 17) galt als Corpus separatum im Königreich Ungarn.
Das von Österreich und Ungarn 1878–1918 über das gemeinsame Reichsfinanzministerium verwaltete, erst 1908 annektierte Gebiet Bosnien und Herzegowina (auf der Karte Nummer 18) gehörte ebenfalls nicht zu den österreichischen Kronländern.